# Gabor Maté

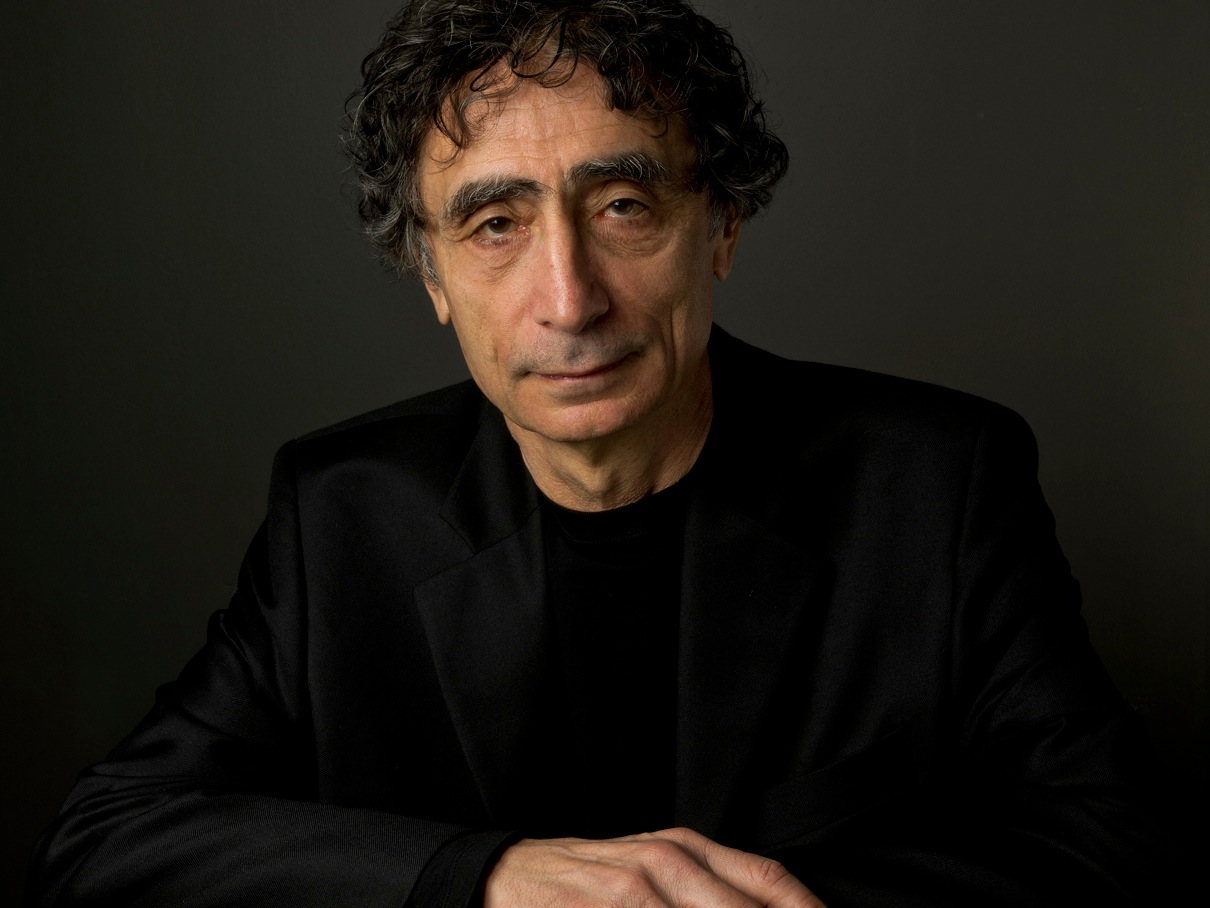
Gabor Maté

Gabor Maté, geboren als Gábor Máté (* 1944 in Budapest) ist ein in Ungarn geborener kanadischer Mediziner. Seine jüdische Familie entging nur knapp der Deportation unter der deutschen Besatzung und verließ Ungarn 1956.

## Leben und Tätigkeit
Maté hat sich auf das Studium der Suchttherapie und der Behandlung von Süchtigen spezialisiert, außerdem ist er bekannt für seine Thesen zu ADHS und zum Zusammenhang von Stress, Sucht, Immunsystem, chronischen Erkrankungen und Traumata in der Kindheit. Er verfasste vier Bücher zum Thema Aufmerksamkeits-Defizit-Syndrom, Stress und Sucht. Er schreibt regelmäßig Kolumnen in der Vancouver Sun und in The Globe and Mail.

## Familie
Maté hat eine Tochter und zwei Söhne; einer seiner Söhne ist der Journalist Aaron Maté.

## Schriften (Auswahl)
- Scattered Minds:  A New Look at the Origins and Healing of Attention Deficit Disorder. A. A. Knopf, Toronto 1999 (Titel der US-amerikanischen Ausgabe: Scattered Minds: How Attention Deficit Disorder Originates and What You Can Do About It).
  - Unruhe im Kopf: Über die Entstehung und Heilung der Aufmerksamkeitsdefizitstörung ADHS. Unimedica, Kandern 2021, ISBN 978-3-96257-259-4.
- When the Body Says No:  The Cost of Hidden Stress. A. A. Knopf, Toronto 2003 (Titel der US-amerikanischen Ausgabe: When the Body Says No: Exploring the Stress-Disease Connection).
  - Wenn der Körper nein sagt. Wie verborgener Stress krank macht - und was Sie dagegen tun können. Unimedica im Narayana Verlag, Kandern 2020, ISBN 978-3-96257-174-0.
- mit Gordon Neufeld: Hold On to Your Kids:  Why Parents Need to Matter More Than Peers. A. A. Knopf, Toronto 2004.
  - Unsere Kinder brauchen uns! Die entscheidende Bedeutung der Kind-Eltern-Bindung. Genius, Bremen 2015, ISBN 978-3-934719-44-6.
- In the Realm of Hungry Ghosts: Close Encounters with Addiction. A. A. Knopf, Toronto 2008.
  - Im Reich der hungrigen Geister: Auf Tuchfühlung mit der Sucht – Stimmen aus Forschung, Praxis und Gesellschaft. Unimedica, Kandern 2021, ISBN 978-3-96257-216-7.
- mit Daniel Maté: The Myth of Normal: Trauma, Illness and Healing in a Toxic Culture. Avery, 2022
  - Vom Mythos des Normalen: Wie unsere Gesellschaft uns krank macht und traumatisiert – Neue Wege zur Heilung. Übersetzung von Elisabeth Möller-Giesen und Annegret Hunke-Wormser. Kösel, Bremen 2023, ISBN 978-3-466-34798-8.

## Film
The Wisdom of Trauma (deutsch: Der weise Schmerz der Seele), Dokumentarfilm, Regie: Zaya und Maurizio Benazzo, Produktion: The Hive Studios, Kalifornien, USA 2021.